# Vespillone
Nell'antica Roma, con vespillone (in latino: vispillo, -nis) si indicava il becchino delle classi sociali più umili. Il termine è storicamente usato a Roma anche in epoca moderna, attestato anche in forma scritta, oltre che nel dialetto romanesco.
Lo stesso termine è usato in Italiano dallo scrittore e pittore Dino Buzzati per indicare delle creature fantastiche del suo immaginario (presenti in uno dei racconti de I miracoli di Val Morel), definiti come "calabroni giganteschi". Buzzati ha rappresentato i suoi vespilloni anche in dipinti (anche se questi hanno maggiore somiglianza con grandi uccelli che con insetti).